# موديستو كارتاغينا
موديستو كارتاغينا (بالإنجليزية: Modesto Cartagena)‏ هو عسكري أمريكي، ولد في 21 يوليو 1921 في Cayey, Puerto Rico ‏ في الولايات المتحدة، وتوفي في 2 مارس 2010 في ويامة ‏ في الولايات المتحدة.